# По следам бременских музыкантов
По следам бременских музыкантов е съветски музикален анимационен филм от 1973 г. на Василий Ливанов. Продължение на анимационния филм "Бременските музиканти", станал популярен след излизането си през 1969 г.

## Сюжет
Кралят, който иска дъщеря му да бъде намерена и върната в замъка, наема детектив да изпълни задачата. Той успешно отвлича и връща принцесата в кралството, но Трубадурът и неговите приятели животни Бременските музиканти се втурват да я освободят. Преоблечени като чуждестранни рок певци, групата разсейва краля и детектива, а Трубадурът спасява любовта му и те отново бягат заедно.

## Създатели
- Автори на сценария са Василий Ливанов, Юрий Ентин
- Текст на песните — Юрий Ентин
- Режисьор е Василий Ливанов
- Художник на продукцията — Макс Жеребчевски
- Композитор е Генадий Гладков
- Звуков оператор — Виктор Бабушкин
- Оператор е Михаил Друян
- Диригент — Константин Кримец
- Карикатуристи — Олег Сафронов, Виолета Колесникова, Владимир Зарубин, Юрий Кузюрин, Татяна Померанцова, Виктор Шевков, Леонид Бутирин, Владимир Крумин, Николай Куколев
- Асистенти - Елена Новоселска, Алла Хорева
- Редактор е Елена Тертична
- Редактор е Аркадий Снесарев
- Режисьор на картината е Любов Бутирина

## Актьорски състав
- Трубадур, Атаманша, Детектив - Муслим Магомаев,
- Принцеса - Елмира Жерздева,
- Крал - Генадий Гладков,
- Бременски музиканти, разбойници и придворни - Анатолий Горохов, Леонид Бергер и вокален квартет

## Песни
- Песен на гениалния детектив (в изпълнение на детектив)
- Песен на придворните (в изпълнение на придворните и крал)
- Серенада на трубадур (в изпълнение на трубадур)
- Дует на крал и принцеса (в изпълнение на крал и принцеса)
- Втора песен на разбойниците (в изпълнение на разбойници)
- Звезди на континентите (в изпълнение на бременските музиканти)
- Приспивна песен (в изпълнение на бременските музиканти)